# Menneskehandel
Menneskehandel (også kaldet trafficking efter eng.: trafficking in humans) er slavelignende handel, køb og salg af mennesker mod deres vilje – eller mod deres forældres vilje, når der er tale om babyer og små børn. De handlede mennesker bruges til tvangsprostitution eller tvangsægteskab, tvangsarbejde eller tiggeri, salg af børn til international adoption, tvangsfjernelse og donation af indre organer til transplantation,[kilde mangler] sport (som f.eks. til børneryttere til kamelvæddeløb på den Arabiske Halvø), rekruttering til børnesoldater, til religiøse sekter, etc.. Menneskehandel skal ikke forveksles med menneskesmugling, der som udgangspunkt bliver udført af de smuglede personers egen fri vilje og som når de har nået destination vil være frie.
FN definerer menneskehandel som
| „ | At rekruttere, transportere eller overføre en person, holde en person skjult eller modtage en person ved brug af magt eller trusler om magtanvendelse eller anden form for tvang, bortførelse, bedrageri eller misbrug af magt eller ydelse eller modtagelse af betaling eller fordele for at opnå samtykke fra en person med det formål at udnytte vedkommende | “ |
|   | — Palermo Protokollen |   |

International menneskehandel er i overvældende grad et fænomen, der går fra fattige regioner og lande til rige lande og regioner. Unge piger og kvinder og forældreløse børn er specielt udsatte for at blive solgt.

## Omfang
FNs dokumenterer internationalt menneskesalg fra 127 lande til udnyttelse i 137 lande (2006). FN klassificerer Albanien, Bulgarien, Hviderusland, Kina, Litauen, Moldavien, Nigeria, Rumænien, Rusland, Thailand og Ukraine som de største oprindelseslande for menneskesmugling og Belgien, Tyskland, Grækenland, Israel, Italien, Japan, Holland, Thailand, Tyrkiet og USA som de største destinationslande.
Det amerikanske udenrigsministerium anslår, at der årligt handles omkring 4 millioner mennesker (2005), hvoraf omkring 80% er hunkøn (30% voksne kvinder og 50% piger (børn)). 3.2 millioner handles indenfor nationale grænser og mellem 600.000 og 820.000 over internationale grænser. Omkring 80%-87% bliver solgt til sexslaveri. Handel med mennesker er den hurtigst voksende og tredjemest indbringende form for organiseret kriminalitet i verden – efter våben- og narkohandel – med en årlig omsætning på omkring 60 milliarder kroner, hvor alene tvangsprostitutionsmarkedet er værd over US$ 7 milliarder (2000). Ifølge nogle opgørelser overstiger illegal menneskehandel allerede illegal våbenhandel og narkohandel.
IOM (International Organization of Migration Arkiveret 21. august 2011 hos  Wayback Machine) anslår, at mellem 600.000 og 800.000 personer bliver handlet over landegrænser i hele verden hvert år.
Omkring 14.500-17.500 ofre bliver årligt transporteret ulovligt over den amerikanske grænse.

### Kvindehandel
Kvindehandel er køb og salg af kvinder og piger, hovedsagligt i forbindelse med sexslaveri og tvangsprostitution. Kvindehandel er den mest udbredte form for menneskehandel.

### Børnehandel
- International adoption – Handel med babyer og små børn er rapporteret at have fundet sted også i forbindelse med international adoption fra fattige lande, eksempelvis i Indien[10], Guatemala[11] og i Afrika til rige lande i Vesten. I takt med at efterspørgslen fra Vesten stiger, er behovet for adoptivbørn steget og med det også kidnapning og menneskehandel med småbørn. Unicef anslår, at der hvert år bliver kidnappet eller handlet 1,2 millioner børn, og at det er et stigende problem[12]. Nogle gange får nogle fattige kvinder børn udelukkende med det formål at sælge barnet til adoption.[13]

International adoption er reguleret af Haagerkonventionen, som fastlægger rammerne om adoption. Danmark ratificerede Haagerkonventionen i 1997.
- Kamelvæddeløb – en anden form for børnehandel er køb af børn til brug i kamelvæddeløb i Mellemøsten og Nordafrika, specielt på den Arabiske Halvø (Oman, Qatar, Forenede Arabiske Emirater, Bahrain, Kuwait og Saudi Arabien). Børnene foretrækkes pga. bl.a. deres lave vægt, men arbejdet er risikofyldt og ekstremt nedslidende, så i stedet for lokale børn købes børn fra fattige lande; hovedsagligt fra Pakistan, Bangladesh, Indien, Sri Lanka og Etiopien. Flere end 40.000[15][16] børn er købt og lever under slavelignede forhold med arbejdsdage på op til 17 timer, og voldelige og seksuelle overgreb[17]. Børnene bliver bevidst underernæret for at holde deres vægt under 20 kg[18]. Næsten alle børnejockeyerne lever isoleret fra omverdenen og indespærret i børnelejre omgivet med pigtråd. Hovedparten af børnene kommer til lejrene som helt unge eller babyer[19] og kender ikke deres rigtige forældre eller hvor de kommer fra, hvilke gør det ekstra kompliceret at hjælpe dem. Efter internationalt pres gik Qatar og De Forenede Arabiske Emirater i 2005 med til at forbyde børnejockeys under 15 år og under 45 kilo, men reglerne bliver åbent ignoreret i stort omfang.

I september 2006 blev præsidenten for De Forenede Arabiske Emirater og Dubais hersker Mohammed bin Rashid Al Maktoum og hans bror anklaget i en amerikansk domstol for trælbinding af 30.000 børn over de sidste tre årtier som brug til kameljockeyer. Retssagen bliver ført på vegne af forældrene for seks ofre efter internationale love der forbyder slaveri og børnearbejde.